# Ibrahim Krupić
Ibrahim Krupić, hrvatski političar iz Žepča, BiH. Obnašao je dužnost velikog župana u NDH. Prije rata bio je član JMO. Također je bio zastupnik u sazivu Hrvatskoga državnog sabora 1942. godine, kamo ga je doveo Džafer Kulenović.